# Zveza komunistične mladine Jugoslavije
Zveza komunistične mladine Jugoslavije (kratica ZKMJ; srbohrvaško: Savez komunističke omladine Jugoslavije; makedonsko: Сојуз на комунистичката младина на Југославија; kratica SKOJ) je bila politična mladinska organizacija Komunistične partije Jugoslavije (KPJ). Pripadnikom SKOJ-a se je reklo skojevci. 
Že samo dve leti po ustanovitvi zveze je bila ta prepovedana, s svojim delom so nadaljevali v ilegali in postali ena najbolj vplivnih mladinskih revolucionarnih organizacij v Kraljevini Jugoslaviji. Kasneje je zveza postala pomemben organizator narodnoosvobodilne vojne  proti okupatorju in kvizlinškim skupinam. Po drugi svetovni vojni sej je SKOJ združil z Združeno zvezo protifašistične mladine Jugoslavije in postal splošna organizacija jugoslovanske mladine – Ljudska mladina Jugoslavije (srbohrvaško: Narodna omladina Jugoslavije; kratica: NOJ), ki je kasneje postala Zveza mladine Jugoslavije (Savez omladine Jugoslavije; kratica SOJ); ta se je leta 1974 preimenovala v Zvezo socialistične mladine Jugoslavije (SSOJ). 
Slovenski del organizacije se je do leta 1948 imenoval Zveza komunistične mladine Slovenije.

## Zgodovina
Zveza komunistične mladine Jugoslavije je bila ustanovljena 10. septembra 1919 v Zagrebu po zgledu sovjetske boljševistične mladinske organizacije Komsomol, ki jo je leta 1918 ustanovil Lenin. Zveza je sledila politiki Socialistične delavske stranke Jugoslavije. 
Sprva so bili oblikovani tudi regionalni komiteji, vendar so bili ukinjeni leta 1920. Leta 1921 je bila organizacija prepovedana skupaj s stranko, ki se je medtem preimenovala v Komunistično partijo Jugoslavije. Dva kongresa sta bila tako organizirana tajno, drugi kongres je bil junija 1926, tretji pa junija 1926. Medtem je SKOJ postal član Mednarodne komunistične mladine. 
Med obema svetovnima vojnama je bilo veliko članov organizacije ubitih, skupaj z drugimi komunisti. Med njimi je bilo tudi sedem sekretarjev SKOJ-a: Pavle Marganović, Mijo Oreški, Pero Popović, Josip Kolumbo, Josip Debeljak in Zlatko Šnajder. Eden od sekretarjev SKOJ-a je bil tudi Ivo Lola Ribar. Ob tem je število članov organizacije začelo rasti. Regionalni komiteji so bili ponovno ustanovljeni leta 1939. Pred začetkom druge svetovne vojne je organizacije imela 30000 članov. 
Po okupaciji Jugoslavije leta 1941, je SKOJ organiziral skupna mladinska združenja pod imenom  »Antifašistični mladinski komite« , katerega cilj je bil boj proti fašizmu. Vsi antifašistični komiteji so se na kongresu Antifašistične mladine Jugoslavije v Bihaću leta 1942 združili pod imenom Združena zveza protifašistične mladine Jugoslavije (kratica: USAOJ),  S tem je SKOJ postal del širše organizacije, vendar pa je vseeno nadaljeval z neodvisnim delom znotraj nje. 
Vsi, ki so želeli postati člani KPJ so se do leta 1945 najprej morali vključiti v SKOJ, če so se dokazali kot aktivisti, so lahko postali člani KPJ. Po letu 1945 in prevzemu oblasti so komunisti sprejeli zakon, po katerem so bili vsi otroci v Jugoslavije s starostjo 16 let avtomatično vpisani v republiško in s tem jugoslovansko zvezo komunistične mladine. V programu je imela zapisano zavezanost mladine k širjenju in utemeljevanju idej bratstva, enotnosti, marksizma, komunizma, revolucije in narodnoosvobodilnega boja (NOB). 
Najstarejši člani, razen funkcionarjev organizacije so bili lahko stari največ 28 let. Voditelji organizacije so morali biti tudi člani Zveze komunistov Jugoslavije. 

## Kasnejše organizacije
Maja 1946 se je USAOJ preimenoval v Ljudsko mladino Jugoslavije (NOJ). Leta 1948 pa sta se SKOJ in NOJ združila v eno organizacijo in nadaljevali z uporabo imena Ljudska mladina Jugoslavije. 
Ljudska mladina Jugoslavije se je kasneje preimenovala v Savez omladine Jugoslavije, leta 1974 pa v Zvezo socialistične mladine Jugoslavije. Organizacija je delovala do leta 1989, ko je bila z razpadom Jugoslavije ukinjena.
Slovenski odbor se je preimenoval v Liberalno-demokratsko stranko Slovenije, ki je postala ena večjih slovenskih političnih strank. 
V Beogradu je bila leta 1992 osnovana Zveza komunistične mladine Jugoslavije, ki obstaja še danes. Je član Svetovne federacije demokratične mladine in deluje na ozemlju Srbije. 

## Pomembni člani SKOJ-a
| - Josip Adamič - Joža Vlahović - Marijana Gregoran - Josip Debeljak - Ratko Dugonjić - Boris Kidrič - Josip Kolumbo - Pavle Marganović | - Miloš Matijević - Janko Mišić - Mijo Oreški - Pero Popovič - Ivo Lola Ribar - Stjepan Cvijić - Zlatko Šnajder |